# Jablanica, Sevnica
Jablanica este o localitate din comuna Sevnica, Slovenia, cu o populație de 121 de locuitori.